# Liste der Kulturgüter in Auenstein
Die Liste der Kulturgüter in Auenstein enthält alle Objekte in der Gemeinde Auenstein im Kanton Aargau, die gemäss der Haager Konvention zum Schutz von Kulturgut bei bewaffneten Konflikten, dem Bundesgesetz vom 20. Juni 2014 über den Schutz der Kulturgüter bei bewaffneten Konflikten sowie der Verordnung vom 29. Oktober 2014 über den Schutz der Kulturgüter bei bewaffneten Konflikten unter Schutz stehen.
Objekte der Kategorie A sind im Gemeindegebiet nicht ausgewiesen, Objekte der Kategorie B sind vollständig in der Liste enthalten, Objekte der Kategorie C fehlen zurzeit (Stand: 1. Januar 2023).

## Kulturgüter
| Foto | | Objekt                                                                   | Kat. | Typ | Standort                            | Beschreibung |
| ---- | --------------------------------------------------------------------------------------------------- | ------------------------------------------------------------------------ | ---- | --- | ----------------------------------- | ------------ |
| ja   | Datei hochladen · Wikidata zu Ehemaliges Zehntenhaus (Q29575128)                                    | Ehemaliges Zehntenhaus KGS-Nr.: 14955                                    | B    | G   | Unterdorf 6, 6.1, 8 652927 / 251956 |              |
| ja   | Datei hochladen · Wikidata zu Reformierte Kirche Auenstein (Q2136831)                               | Evangelisch-reformierte Kirche KGS-Nr.: 14956                            | B    | G   | Schötz 15.3 652995 / 251921         |              |
| BW   | Datei hochladen · Wikidata zu Gislifluh; bronzezeitliche Siedlungsstelle, Höhensiedlung (Q29575134) | Gisifluh (bronzezeitliche Siedlungsstelle, Höhensiedlung) KGS-Nr.: 14965 | B    | F   | 650540 / 252925                     |              |
| ja   | Datei hochladen · Wikidata zu Schloss Auenstein (Q225551)                                           | Schloss Auenstein KGS-Nr.: 14966                                         | B    | G   | Unterdorf 7 652897 / 251841         |              |